# Chiesa di San Vincenzo Ferrer (Atessa)
La chiesa di San Vincenzo Ferrer è situata nella frazione di Monte Marcone, su un colle tra il fondo valle del Sangro e la città di Atessa.

## Storia
Nel settembre del 1977, durante lavori di aratura, ai piedi del Monte di S. Silvestro, a poche centinaia di metri a linea d'aria dalla chiesa di S. Vincenzo, fu ritrovata una statuetta in bronzo, alta circa 32 cm, raffigurante “Veiove”, per i romani Giove giovanile, il cui culto era legato a sorgenti d'acqua, pioggia e tempesta. La statuetta è di pregevole fattura, proveniente dall'area della Magna Grecia, ora esposta al museo archeologico di Chieti. A cura della Soprintendenza archeologica, iniziarono degli scavi che portarono al rinvenimento di un'area cultuale del II-I secolo a.C., composto da un piccolo tempio pagano italico con un muro di recinzione, insieme ad una gran quantità di reperti, tra cui l'ara del tempio e una testa di cavallo in argilla. Diversamente dagli altri, questo tempio si trovava in pianura, costruito con precisione e regolarità, e doveva avere una certa importanza per gli abitanti del luogo e per i pastori di passaggio nel tratturo L'Aquila-Foggia. Per l'asimmetria al crinale del monte, doveva essere di introduzione a qualcos'altro doveva essere sulla cima.
Il monte, ai piedi del quale si trovava il tempio, in epoca cristiana, è stato intitolato a S. Silvestro, dato da non sottovalutarsi, in quanto S. Silvestro è il primo santo non martire venerato dalla Chiesa, vissuto al tempo di Costantino, l'imperatore della liberalizzazione del cristianesimo (313 d.C.). Nella vita di S. Silvestro una leggenda narra che a Roma, al Colle Palatino, sotto i resti del tempio dedicato a Castore e Polluce, avesse la tana un drago crudelissimo, dall'alito pestilenziale. Un giorno Silvestro, preoccupato per questa calamità che faceva strage di innocenti, decise di intervenire personalmente, recandosi presso la tana del mostro, armato del solo crocifisso.  Tenendo dinanzi a sé la croce, il papa riuscì miracolosamente ad ammansire il drago: lo legò con un fragile filo tolto alla sua veste e lo portò a guinzaglio come un docile cagnolino dai suoi fedeli, che pensarono ad eliminarlo. Di fronte a tale prodigio i sacerdoti pagani si convertirono al cristianesimo, e il pontefice a ricordo dell'episodio fece costruire la chiesa di Santa Maria Liberatrice. È per questo che S. Silvestro viene raffigurato con ai piedi un drago, che rappresenta il paganesimo sconfitto dal cristianesimo. È possibile allora che quando arrivò il cristianesimo in Val di Sangro, si sia pensato di dedicare il luogo dove era adorato Veiove, al culto cristiano di S. Silvestro. E come Silvestro uccise a Roma il drago, convertendo i sacerdoti pagani, così il cristianesimo convertì a Cristo i pagani locali. Secondo alcuni racconti, lo stesso S. Silvestro soggiornò sul monte mentre era in viaggio dalla Calabria, ospite del monastero annesso alla chiesa.
Il 22 giugno dell'anno 829 la chiesa di S. Silvestro venne donata all'abbazia di S. Maria di Farfa in Sabina. Attorno ad essa sorse in epoca medioevale l'abitato di Castel S. Silvestro, titolare di un feudo, ceduto nel tempo a vari feudatari, tra cui, nel 1269, Sordello da Goito, citato da Dante nella Divina Commedia. Nel 1366, fu acquistato dal Comune di Atessa. Il territorio successivamente venne chiamato anche “Piazzano”, in quanto comprendeva pure la grande pianura ora occupata dalla zona industriale. Nel 1790, Francescantonio Marcone fece ricostruire di fianco alla sua abitazione, alle falde del Monte, una cappella intitolata a S. Silvestro in sostituzione della vecchia chiesa sulla cima del Monte ormai diruta, e vi trasferì il quadro del Santo che poi andò perduto. Fortunatamente, esiste un fax simile del quadro nell'attuale chiesa di S. Vincenzo, fatto realizzare nel 1950 da Vincenzo Menna fu Nicola, in base ai ricordi del nonno, che frequentava la cappella dei Marcone.
L'inadeguatezza della cappella a contenere la già numerosa popolazione portarono a richiedere a Ferdinando II Re delle Due Sicilie, per interessamento di Giustino Flocco, il permesso di costruire una nuova chiesa sul regio tratturo, che egli accordò nel luglio del 1847. Progettata dall'atessano Luigi Mascitelli, costruita con i fondi messi dal disposizione dal Comune di Atessa e con il concorso del popolo, che vi trasportò i sassi dal vicino torrente Appello, la nuova chiesa venne ultimata verso il 1860. Terza in ordine storico, la chiesa non porta più il titolo di S. Silvestro, in quanto il cuore della popolazione, allora, già da molto tempo, batteva per San Vincenzo Ferrer, patrono di sorgenti d'acqua, invocato per la pioggia e contro le tempeste.
La chiesa divenne sede parrocchiale il 30 settembre 1934, giorno in cui il beneficio parrocchiale dei Santi Giusta e Vincenzo venne trasferito all'edificio religioso con annessione dell'agro di Piazzano, sottratto alla parrocchia di San Leucio. Subì profondi restauri nel 1963, con il totale rifacimento del pavimento, del tetto e della volta. Nel 1981 fu allungata chiudendo gli archi del portico antistante con delle vetrate. Nel 1986, con decreto del 27 settembre dell'Arcivescovo Antonio Valentini, il beneficio di Santa Giusta in San Vincenzo venne soppresso e il nuovo titolo della parrocchia divenne ufficialmente "parrocchia di San Vincenzo".
Nel 1996 fu realizzata la grande scalinata con le statue di San Silvestro e San Leucio; l'anno successivo la chiesa venne completamente restaurata per essere dedicata il 23 settembre 1998, da mons. Edoardo Menichelli, l'allora arcivescovo metropolita di Chieti-Vasto, in presenza della venerata statua della Madonna dei Miracoli di Casalbordino.

## L'esterno

### La facciata
La facciata è preceduta da un portico in mattoni e sormontata da una balaustra in pietra, costruita agli inizi del Novecento. Gli archi sono stati chiusi nel 1981 da vetrate in ferro per permettere l'ampliamento della chiesa. In seguito, fra il 2010 e il 2015, le vetrate in ferro sono state sostituite da pannelli in pietra scolpita, con immagini evangeliche e di santi. Nell'arco centrale è posto il portale d'ingresso, rivestito in pietra, raffigurante scene evangeliche della vita di Gesù: l'annunciazione, la nascita, l'ultima cena, la morte e la resurrezione. Sulla cornice del frontale è incisa la frase “AVE MATER POPULI SANGRINI”, riferita alla Madonna della Valle e alla chiesa stessa. La zona superiore della chiesa è incorniciata da due paraste che sorreggono le statue degli arcangeli Michele (a destra) e Gabriele (a sinistra); al centro un rosone in pietra sormontato dall'orologio e dal campanile a vela.

### Il campanile
Originariamente il campanile a vela era fatto a cappello di prete, ovvero a 3 pizzi, sul muro perimetrale laterale a destra della facciata, poi trasferito al centro negli anni sessanta. Le quattro campane che sorregge sono dedicate a S. Nicola (la prima da sinistra, del 1851, acquistata nel 1901 dalla demolita chiesa nel centro storico), a S. Vincenzo (al centro, del 1997) e a S. Silvestro (a destra, del 1997). La quarta campana invece, di piccole dimensioni rispetto alle altre, si trova dietro le altre, proviene dal vecchio cimitero di Atessa ed è la più antica in quanto risale al 1844.

## L'interno
L'interno è ad aula unica, priva di abside e di cappelle laterali. I muri perimetrali della navata sono movimentati da cornici e paraste con capitelli ionici molto lavorati e rifiniture dorate che sorreggono una trabeazione molto sporgente che segue senza interruzione l'intero perimetro della chiesa. L'atrio è stato adibito a battistero. Il fonte, all'ingresso della chiesa-edificio, ricorda che il battesimo inserisce il cristiano nella Chiesa-Comunità. Esso, con tutte le sculture in marmo e pietra interne ed esterne alla chiesa, è opera dello scultore locale Nicola Farina. Nella vasca è scolpita la colomba, simbolo dello Spirito Santo, a rappresentare, secondo le parole di Gesù a Nicodemo, che non si può entrare nel Regno di Dio se non si rinasce dall'acqua e dallo Spirito.
Sul suo piedistallo, il Cristo Risorto con la vite e i tralci presentano il Battesimo come passaggio del cristiano dalla morte del peccato alla vita dell'amore, vissuta in Cristo, per portare frutti di fede, speranza e carità. L'altare e l'ambone hanno in comune la nube, simbolo biblico della presenza dello Spirito Santo, e gli angeli, messaggeri di Dio. Nella Messa, infatti, lo Spirito rivela Gesù come Maestro, indicato dalle tavole dei comandamenti poste tra gli angeli dell'ambone, che offre se stesso come Agnello nel sacrificio della croce, rinnovato sull'altare. Sotto di esso, infatti, l'Agnello è rappresentato sul libro con i sette sigilli dell'Apocalisse. L'azzurro, i colori solari e l'oro usati per la decorazione, esprimono che in questo luogo il Padre che è nei cieli rivela il Cristo come luce del mondo.
Nelle pareti della navata, le tele, opera del pittore Costantino Di Renzo di Chieti, illustrano scene evangeliche. Il ciclo pittorico inizia a sinistra di chi entra con il quadro dell'Annunciazione, in cui Maria concepisce il Verbo per opera dello Spirito Santo, affidato alla custodia di Giuseppe, il cui sogno è raffigurato nel piccolo riquadro sottostante. Nascendo Cristo chiama tutti i popoli alla salvezza, rappresentato dall'adorazione dei magi, nell'arco sovrastante. Proseguendo, accanto all'altare, ecco la tela del Battesimo nel Giordano, dove Gesù, Agnello mansueto e obbediente a Dio fino al sacrificio della croce, è costituito unico e vero Pastore per i pascoli della vita eterna. Gesù viene ulteriormente raffigurato nel 1948 nell'arco sovrastante la tela dal pittore Ennio Bravo di Atessa, autore anche del Pietro salvato dalle acque, dell'Ultima Cena e delle tele di S. Silvestro e S. Sebastiano. La sequela di Gesù si realizza vivendo il messaggio di conversione, predicato già da Giovanni Battista, raffigurato nell'atto di predicare nel piccolo riquadro sottostante la tela.
Sull'altare maggiore, la Trasfigurazione, sovrastata dall'Ultima Cena, esprimono come la partecipazione alla Messa realizzi la nostra trasfigurazione a immagine di Gesù, che sul monte Tabor manifestò che solo partecipando alle sue sofferenze si può entrare nella sua gloria. Il ciclo pittorico continua sulla parete destra, dove la mancanza di fede di Pietro, salvato dalle acque, e il dialogo di Gesù con la samaritana presentano la lotta spirituale del cristiano. Essi possono essere superati mediante l'ascolto della parola di Cristo e il servizio dei fratelli, sull'esempio di Maria e Marta, raffigurate nel piccolo riquadro sottostante.
Nella campata di fondo, la tela della pietà rimanda al sacrificio ultimo di Cristo, accettato nella preghiera nell'orto degli ulivi, nel piccolo riquadro sottostante, per ottenere l'effusione dello Spirito Santo su tutti i popoli, rappresentato nell'evento di Pentecoste nell'arco sovrastante.
Sulla volta la risurrezione e l'ascensione di Gesù al cielo, con i quattro evangelisti e le loro figure simboliche (l'angelo per Matteo, il leone per Marco, il bue per Luca e l'aquila per Giovanni), richiamano il fondamento e il compimento della fede e della missione della Chiesa.

## Da vedere
- La suggestiva scalinata antistante la chiesa, in cima alla quale si trova la statua di San Silvestro a sinistra e quella di San Leucio a destra, memorie storiche e culturali della comunità.
- Il bellissimo ed elaborato interno, con le statue lignee di San Vincenzo, titolare della parrocchia e della Madonna della Valle, patrona della zona industriale e Madre del popolo sangrino dei lavoratori.
- L'altare, l'ambone, il tabernacolo, il candelabro pasquale, il battistero, scolpiti in marmo.
- Il monumento ai caduti in guerra della parrocchia sul lato sinistro dell'edificio sacro.
- Poco più dietro, il monumento alla Madonna della vita, ricordo dell'anno mariano 1988.
- Il bassorilievo in pietra raffigurante il reperto archeologico di "Veiove", posto a ricordo del 30º anniversario del ritrovamento, sul lato destro dell'ingresso al salone parrocchiale.
- Poco sotto la chiesa, la bella piazza Silone, sovrastata dalla chiesa, con il memoriale dell'antico pozzo di San Vincenzo.
- Sulla cima del monte, a cinquecento metri più su, i ruderi della chiesa medioevale di San Silvestro, con la grande croce in ferro, dove scorgere uno dei più bei panorami della valle del Sangro, dal mare alla Maiella.

## Galleria d'immagini

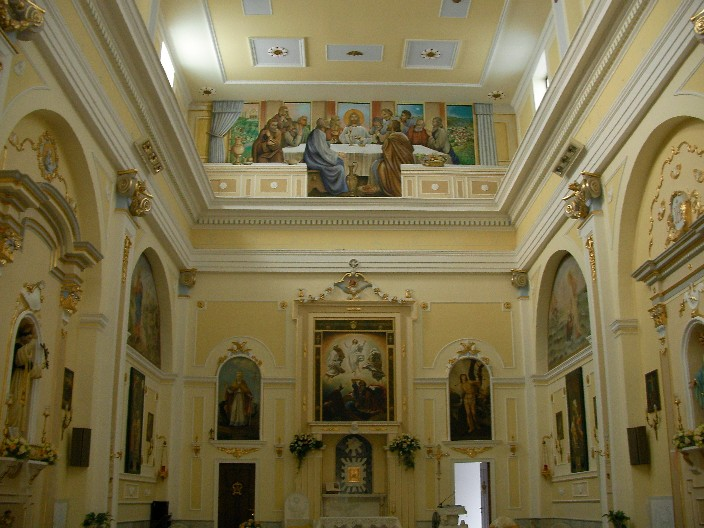
L'interno (2008)
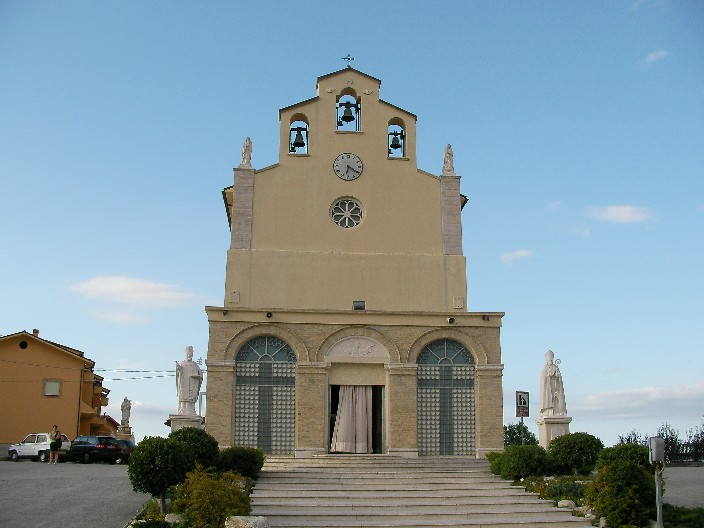
La facciata (2008)
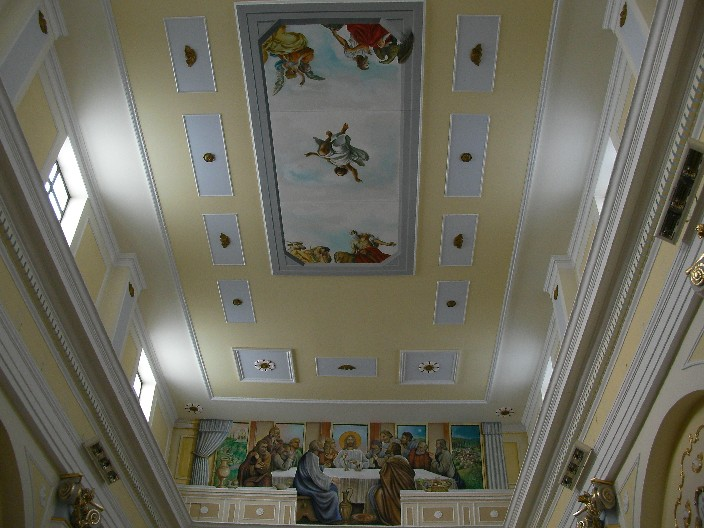
Il soffitto (2008)